# David Van Ooteghem
David Van Ooteghem (Knokke-Heist, 4 augustus 1975) is een Belgisch radiopresentator op Radio 2 en trailerstem van televisiezender Eén.
Van Ooteghem heeft Taal- en Letterkunde gestudeerd aan de Leuvense universiteit en daarna ook nog Media- en Informatiekunde.

## Carrière
Hij begon als omroeper bij de regionale zender Maldegem. Vervolgens ging hij werken bij Topradio TRL in Lembeke waar hij twee jaar een hitparade presenteerde.
Na zijn studies kon hij meteen aan de slag bij Radio 2 waar hij Middag- en Avondpost presenteerde en ook Radio 2x2. Later presenteerde hij 4 jaar lang De Vliegende Vlaming op de nationale Radio 2 en ook Zomerhit, het muziekfeest aan zee met Anja Daems. Daarna verhuisde hij naar radio Donna, waar hij tussen 9 en 12 het programma presenteerde dat ook op Eén werd uitgezonden. David stond bij Donna bekend om zijn 'telefoonterreur', omdat hij dagelijks mensen beet nam via de telefoon. Telefoonterreur kreeg in 2006 de trofee van Radio-item van het jaar. Vanaf 12 november 2007 had David zijn eigen ochtendshow op Donna: David in de ochtend. Daarmee trok hij de vernieuwing van de zender op gang die in januari 2008 werd uitgebouwd.
David kwam ook in de belangstelling met de langste uitzending ter wereld onder water. En met zijn uitzending vanop de hoogste bouwwerf van het land.
Met het verdwijnen van Donna, verdween ook David in de Ochtend. David Van Ooteghem ging terug aan de slag bij Radio 2, waar hij eerst vaste vervanger werd bij verschillende programma's. Eind december 2009 werd hij een van de presentatoren van de eindejaarslijst van radio 2: 1000 Klassiekers. Later kreeg hij weer eigen programma's zoals Naast de kwestie en Bestemming Onbekend. Tijdens de zomers van 2010 en 2011 presenteerde hij iedere werkdag het programma Avondpost Zomer tussen 16 en 18 uur. Nadien werd hij op vrijdagavond de gastheer van Het muziekcafé, te beluisteren tussen 18 en 20 uur.
Sinds eind februari 2015 is hij de presentator van het avondspitsprogramma Spits met David, dat op weekdagen tussen 16 en 18 uur wordt uitgezonden. Op nieuwjaarsdag presenteert hij De Gouden Micro, een programma met de beste bloopers/radiofragmenten van het afgelopen jaar.

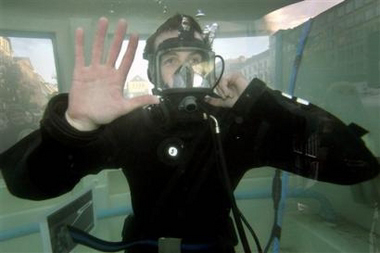
Onderwateruitzending
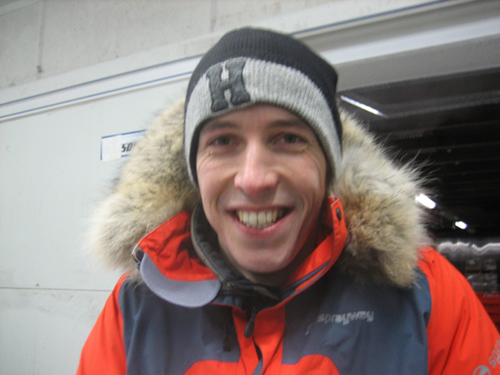
De koudste uitzending ooit
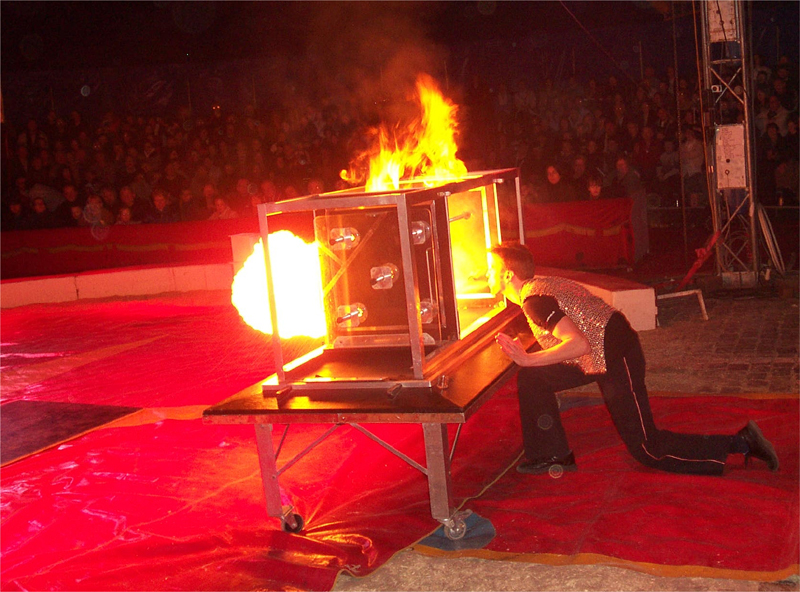
Vuurspuwen in het circus

Huidig (anno 2022):
Luc Appermont · Cara Cobbaert · Anja Daems · Sandra Deakin · Karolien Debecker · Kim Debrie · Peter De Groot · Lars De Groote · Guy De Pré · Chris Dusauchoit · Dirk Ghijs · Peter Hermans · Wouter Landuyt · Filip Ledaine · Daan Masset · Caren Meynen · Sven Pichal · Marc Pinte · Harald Scheerlinck · Siska Schoeters · Benjamien Schollaert · Showbizz Bart · Sharon Slegers · Jo Van Damme · Niels Vandeloo · Sonny Vanderheyden · Cathérine Vandoorne · Christel Van Dyck · Ruben Van Gucht · Iris Van Hoof · Vanessa Vanhove · Britt Van Marsenille · David Van Ooteghem · Peter Verhulst · Dirk Vlaeyen · Pascal Vranckx · Albrecht Wauters
Voormalig:
Luk Alloo · Johan Anthierens · Nand Baert · Erik Baeyens · Wim Bary · Jos Baudewijn · Flor Berckenbosch · Marcel Beerten · Wilfried Bertels · Marc Brillouet · Els Broeckmans · Fred Brouwers · Edwin Brys · Ro Burms · Walter Capiau · Annemie Coppieters · Harry Creemers · Karel Daerden · Christoff · Conny De Boos · Hein Decaluwé · Jessie De Caluwe · Jo met de Banjo · Gust De Coster · Martin De Jonghe · Paula De Meulder · Els De Vuyst · Frank Dingenen · Michel Follet · Jacky Geerts · Jos Ghysen · Margriet Hermans · Irene Houben · Michel Ilsen · Rita Jaenen · Chris Jonckers · Tante Kaat · Luk de Laat · Jo Leemans · Leki · Kathy Lindekens · Kris Luyten · Micha Marah · Betty Mellaerts · Kaat Mendonck · Freek Neirynck · Line Ooms · Sven Ornelis · Katrien Palmers · Gerard Pollet · Julien Put · Hugo Raspoet · Niko Reynaert · Luk Saffloer · Karel Segers · Lennart Segers · Lutgart Simoens · Rudi Sinia · Dirk Somers · Dré Steemans · Jan Theys · Gene Thomas · Wiet Van Broeckhoven · Marc Van den Hoof · Dieter Vandepitte · Karin Van den Berghe · Thomas Van der Spiegel · Kurt Van Eeghem · Wim Van Gansbeke · Els Van Herzeele · Ilse Van Hoecke · Bert Van Molle · Jan Van Rompaey · Paula Van Wilder · Louis Verbeeck · Karel Vereertbruggen · Herwig Verhovert · Luc Verschueren · Johan Verstreken · Tom Vossen · Eddy Wally · Niels William · Edwin Ysebaert · Zaki
Laatste (per 2 januari 2009):
Joyce Beullens · Tom De Cock · Sebastian Decrop · Evy Gruyaert · Johan Henneman · Mark Heyninck · Anneleen Liégeois · Kris Luyten · Caren Meynen · Dave Peters · Marc Pinte · Thibaut Renard · Ann Reymen · Ben Roelants · Benjamien Schollaert · Elias Smekens · Stijn Smets · Lotte Stevens · Ann Van Elsen · Brecht Vanmeirhaeghe · Sofie Van Moll · David Van Ooteghem
Geschiedenis (1992–2009):
Jan Bosman · Ben Crabbé · Dominique Crommen · Erwin Deckers · Steve De Coninck-De Boeck · Kevin De Geest · Leen Demaré · Bart De Prez · Margot Derycke · Marc Deschuyter · Els Ermens · Michel Follet · Anne Gies · Jeroen Gorus · Walter Grootaers · Kristof Hayen · Geert Hoste · Mark Lefever · Kristien Maes · Kris Mannaerts · Luc Mertens · Johan Notenbaert · Sven Ornelis · Jaak Pijpen · Alexandra Potvin · Katja Retsin · Fien Sabbe · Bart Saerens · Mieke Scheldeman · Cara Van der Auwera · Iris Van Impe · Birgit Van Mol · Rob Vanoudenhoven · Evert Venema · Sofie Verbruggen · Ronald Verhaegen · Peter Verhulst · Jean Vijdt · Robin Vissenaekens · Albrecht Wauters · Niels William · Yasmine